# Joyce Cary
Arthur Joyce Lunel Cary (ur. 7 grudnia 1888 w Londonderry, zm. 29 marca 1957 w Oksfordzie) – anglo-irlandzki powieściopisarz.
Pochodził z rodziny właścicieli ziemskich z Irlandii Północnej, która po utracie posiadłości w 1882 roku w wyniku narastającego irlandzkiego nacjonalizmu rozproszyła się po świecie. Jego rodzice przenieśli się do Londynu. Resztę życia spędził w Anglii (poza wyjazdami), choć w dzieciństwie wakacje często spędzał u babki w domostwie w Irlandii Płn.
Studiował w Bristolu, Edynburgu i Oksfordzie. Odbył wiele podróży – Paryż (próba zostania malarzem), Czarnogóra (sanitariusz Czerwonego Krzyża), Nigeria (urzędnik kolonialny przez kilka lat). Powrócił do Oxfordu, gdzie czekała żona z dwójką dzieci. Rozpoczął karierę literacką, lecz żył początkowo z inwestycji i wynajmowania części domu. Wspierał go jako pisarza George Orwell.
Tematami, które często poruszał, były wolność, zmiany historyczne i społeczne w Anglii za jego życia. Około 1949 roku osiągnął szczyt sławy i zamożności. Nadal podróżował – do Indii (gdzie miał uczestniczyć w kręceniu filmu), do USA. Powstała pierwsza (1941–1944) i druga (1952–1955) trylogia powieściowa.
W latach 1959–1968 PIW wydał pięć jego książek z lat 1940–1946:
- Kostur pielgrzyma (1959)/To Be a Pilgrim (1942)
- Sama się dziwię (1959)/Herself Surprised (1941)
- Z pierwszej ręki (1960, wznowienie przez Rytm, 1997)/The Horse’s Mouth (1944) – najpopularniejsza powieść autora
- Sonata księżycowa (1962)/The Moonlight (1946) – trudności kobiet
- Mój ulubieniec Charley (1968)/Charley Is My Darling (1940) – młodzi ludzie na początku II wojny światowej

Znana jest też powieść o Nigerii Mister Johnson (1939).